# Charles de Saint-Sixte
Charles de Saint-Sixte, né le 25 mars 1557  à Avignon et  mort le 13 avril   1614, est un prélat français du XVIIe siècle. Il est fils de Pierre de Saint-Sixt et de Pernette de Rastel, sœur de Elzéar de Rastel, évêque de Riez. 

## Biographie
De bonne heure, son oncle, Elzéar de Rastel, fait pourvoir  Charles de Saint-Sixt du prieuré du Pont-Saint-Esprit et du titre de protonotaire du Saint-Siège.  Docteur  de philosophie et de théologie de la Sorbonne, il devient  aumônier du roi, et à la mort d'Elzéar de Rastel il lui succède en  1599.  
Le nouvel évêque interdit des assemblées de calvinistes, et un arrêt du parlement d'Aix les interdit  absolument dans Riez et son terriloire. En  1600, Charles de Saint-Sixt confirme l'érection récente de la cure de Gréoux en vicairie perpétuelle. En 1602, il en fait autant pour la cure de Tarages.
En  1601 il cède à Claude de Castellane, sieur de Tournon, une portion de la terre et seigneurie de  Saint-Laurent, appartenant à l'évêque de Riez, et reçoit en échange une vaste et belle maison que le sieur de Tournon possède dans la ville. La maison devient le nouveau palais épiscopal. Charles de Saint-Sixt est  plusieurs fois député à la cour de France pour les affaires de la Provence.
En 1612  il bénit le terrain où bientôt s'élève un couvent de capucins avec une église et il fait reconstruire à neuf et dans un quartier plus commode et plus sain une grande maison hospitalière. En 1612  il rachète et unit à la mense épiscopale le domaine de Val-Moine, ancien monastère aliéné.
Il  est aussi orateur et écrivain apprécié, notamment de l'oraison funèbre de Henri IV, prononcée à Riez, et d'une ode adressée au père Thadée, de la congrégation de l'Oratoire.
Charles de Saint-Sixt meurt empoisonné par un serviteur en 1614.

## Source
- La France pontificale (Gallia Christiana), Paris, s.d.